# Chramnus
Chramnus (Chramm of Chramne) (525-560) was onderkoning van Aquitanië.

## Biografie
Hij was een van de zeven kinderen van Chlotarius I (497 - 561) en de enige uit zijn huwelijk met Chunsène. Zijn stiefbroers en -zussen waren Gonthaire, Childeric, Charibert, Guntram, Sigebert, Clotsinde (uit het huwelijk met Ingunde) en Chilpéric (uit het huwelijk met Aregonda, de zuster van Ingunde).

Frankische koninkrijken tussen 556-560.

Na de dood van koning Theudowald (533-555), koning van Austrasië vanaf 548, werd het Austrasisch gebied ingelijfd in het rijk van Chlotarius. Chlotarius zond zijn zoon Chramnus om als onderkoning Auvergne, met de steden Poitiers, Tours, Limoges en Clermont, te besturen in zijn naam.
Daar omringde hij zich volgens Gregorius van Tours met mannen van laag allooi en smeedde hij een bondgenootschap met onder meer een priester genaamd Cato die de bisschopstroon van Tours ambieerde. Tegelijk verving hij de lokale adel, Gallo-Romeins van oorsprong, door mannen trouw aan hem. Zo verving hij de graaf Firmin van Clermont door Saluste en de graaf van Limoges.
De ambitieuze zoon van Chlotarius liet zich ook beïnvloeden door zijn oom Childebert I, de koning van het Frankische rijk Parijs. Tijdens een campagne van zijn vader tegen de Saksen valt hij het land van zijn vader binnen. Die zond twee van zijn zonen, Charibert en Guntram, aan het hoofd van een leger in zijn richting uit. Net voor de veldslag verspreidt Chramnus het valse gerucht dat Chlotarius dood is en beide zonen haastten zich richting hun vader.
Van het moment van twijfel maakte Chramnus gebruik om door te stoten naar Dijon, diep in het rijk van Chlotarius I. In Parijs voegden de legers van Chramnus en Childebert I zich samen en marcheerden ze richting Reims. De stad werd volledig verwoest. Childebert I wordt echter ziek en bij zijn dood op 23 december 558 ging het rijk over in handen van Chlotarius I. De edelen van het Parijse rijk, even daarvoor nog zij aan zij vechtend met Chramnus tegen Chlotarius I, kozen nu voor de Frankische vorst ten nadele van Chramnus. Chramnus, zonder bondgenoten, werd gedwongen te vluchten naar Bretagne.

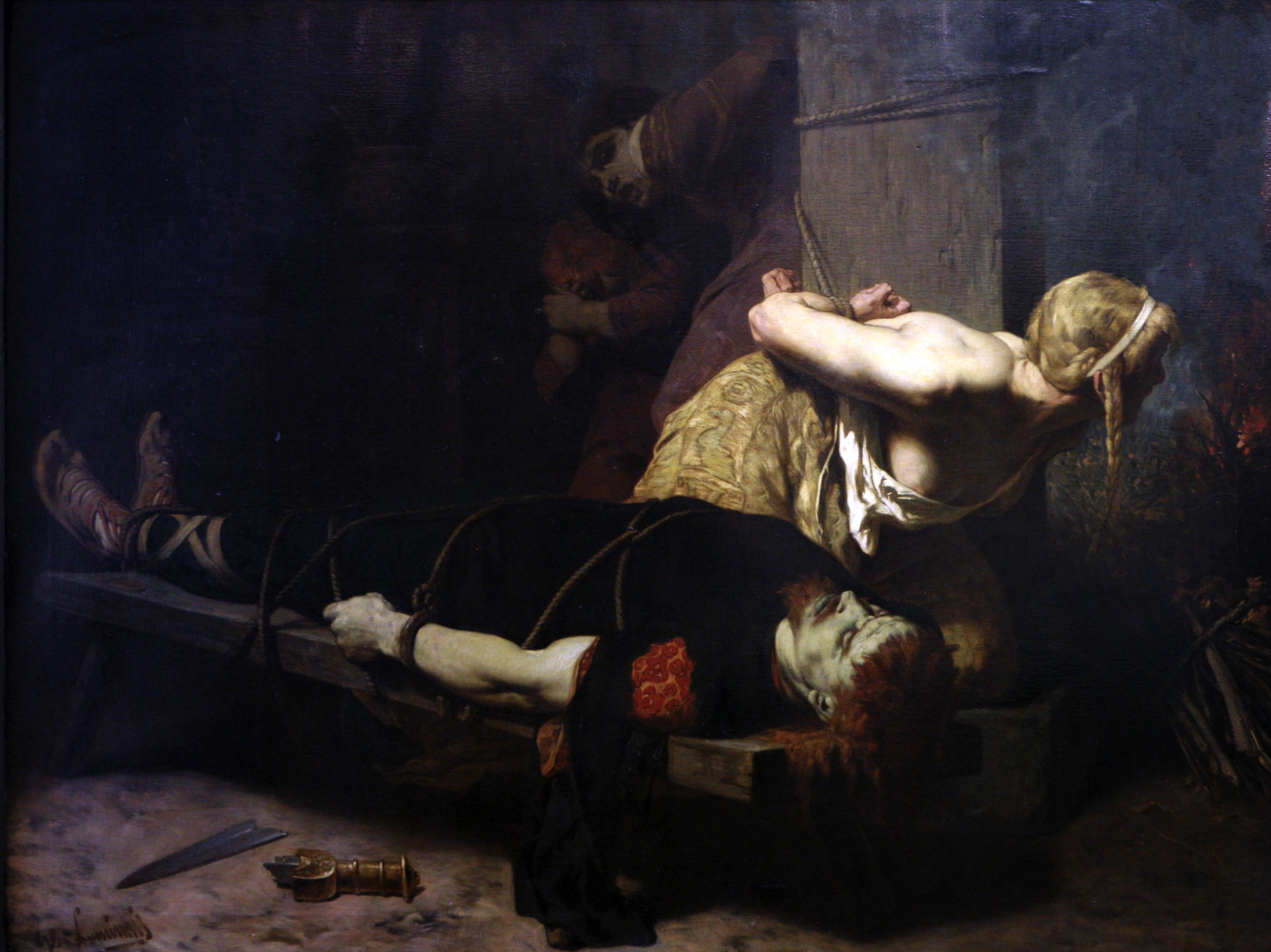
'La mort de Chramn', Evariste Vital Luminais

Daar aangekomen vraagt en krijgt hij vergiffenis van zijn vader, maar trok tussen 559 en 560 opnieuw al plunderend door het rijk van zijn vader met de Bretoenen. Aan zijn zij de Britse graaf Conomor, een oud-strijdmakker van Childebert. Chlotarius I trok nu zelf naar het gebied om komaf te maken met de rebellie van zijn zoon, vergezeld door zijn zoon Chilperic. Na een veldslag waarin Conomor sneuvelt, trachtte Chramnus naar Groot-Brittannië te vluchten. Hij werd echter onderschept en samen met zijn vrouw en dochters meteen ter dood veroordeeld. De Frankische vorst liet hem wurgen waarna hij met zijn familie in een brandende hut werd gelaten.